# Irwin Lachman
Irwin Lachman (Brooklyn, 2 de agosto de 1930 – Williamstown, 18 de abril de 2025) foi um engenheiro estadunidense. Foi co-inventor do conversor catalítico.

## Trabalho
Na Corning Glass Works, Lachman foi membro da equipe que inventou o primeiro conversor catalítico barato e produzido em massa para automóveis que operam motores de combustão interna. Além de Irwin Lachman, a equipe era composta pelo engenheiro Rodney Bagley e pelo geólogo Ronald Lewis.  Enquanto trabalhava na Corning, Irwin Lachman co-inventou o substrato cerâmico encontrado em quase todos os conversores catalíticos, que reduzem muito a quantidade de poluentes nocivos nas emissões automotivas.
Lachman e seus colegas foram fundamentais no desenvolvimento de um conversor catalítico eficiente e viável. Lachman percebeu que a cerâmica poderia ser ideal para atender às demandas impostas a um conversor catalítico. A composição em que ele trabalhou oferecia melhor resistência a flutuações repentinas e extremas de temperatura. A tecnologia de cerâmica fundamental de Lachman diminui a poluição liberada no meio ambiente. Seu trabalho foi uma resposta à Lei do Ar Limpo (1970) e reduziu as emissões poluentes do processo de combustão em 95%. Além disso, como o catalisador que eles usaram em sua invenção, a platina, exigia a remoção do chumbo da gasolina como aditivo, seu dispositivo oferecia um benefício secundário ao meio ambiente, reduzindo a poluição por chumbo.

Trabalhando juntos no início dos anos 1970 na Corning Inc. em Corning, NY, Lachman, Bagley e Lewis usaram a tecnologia de cerâmica celular para criar o favo de mel de cerâmica que se tornou o componente central essencial dos conversores catalíticos. Lachman e Lewis trabalharam no projeto por dois anos para desenvolver um novo material cerâmico que tivesse todas as principais características de que precisavam: durabilidade em altas temperaturas, baixa expansão térmica, baixa condutividade térmica em altas temperaturas, leveza e porosidade controlada.